# Dream Machine
Dream Machine è il sesto album in studio del gruppo musicale tedesco Tokio Hotel, pubblicato nel 2017.

## Tracce
Testi di Bill Kaulitz e Tom Kaulitz, eccetto dove indicato, musiche di Bill Kaulitz, Tom Kaulitz e Devon Culiner, eccetto dove indicato.
1. Something New – 5:21
2. Boy Don't Cry – 3:32 (musica: Bill Kaulitz, Tom Kaulitz)
3. Easy – 4:25
4. What If – 3:32
5. Elysa – 4:28 (testo: Bill Kaulitz, Tom Kaulitz, Devon Culiner, Nisse)
6. Dream Machine – 4:35
7. Cotton Candy Sky – 3:31 (musica: Bill Kaulitz, Tom Kaulitz)
8. Better – 3:43
9. As Young as We Are – 3:48 (testo: Bill Kaulitz, Tom Kaulitz, Shiro Gutzie – musica: Bill Kaulitz, Tom Kaulitz, Shiro Gutzie, Devon Culiner)
10. Stop, Babe – 3:51 (musica: Bill Kaulitz, Tom Kaulitz)

## Formazione
- Bill Kaulitz
- Tom Kaulitz
- Georg Listing
- Gustav Schäfer